# Konga (Batouri)
Pour les articles homonymes, voir Konga.
Konga est un village du Cameroun situé dans le département de la Kadey et la région de l'Est. Il fait partie de l'arrondissement (commune) de Batouri, du canton Kaka Ngwako.

## Population
En 1966, le village comptait 104 habitants, principalement des Kaka.
Lors du recensement de 2005, on y dénombrait 259 personnes.